# Hammarbytornet

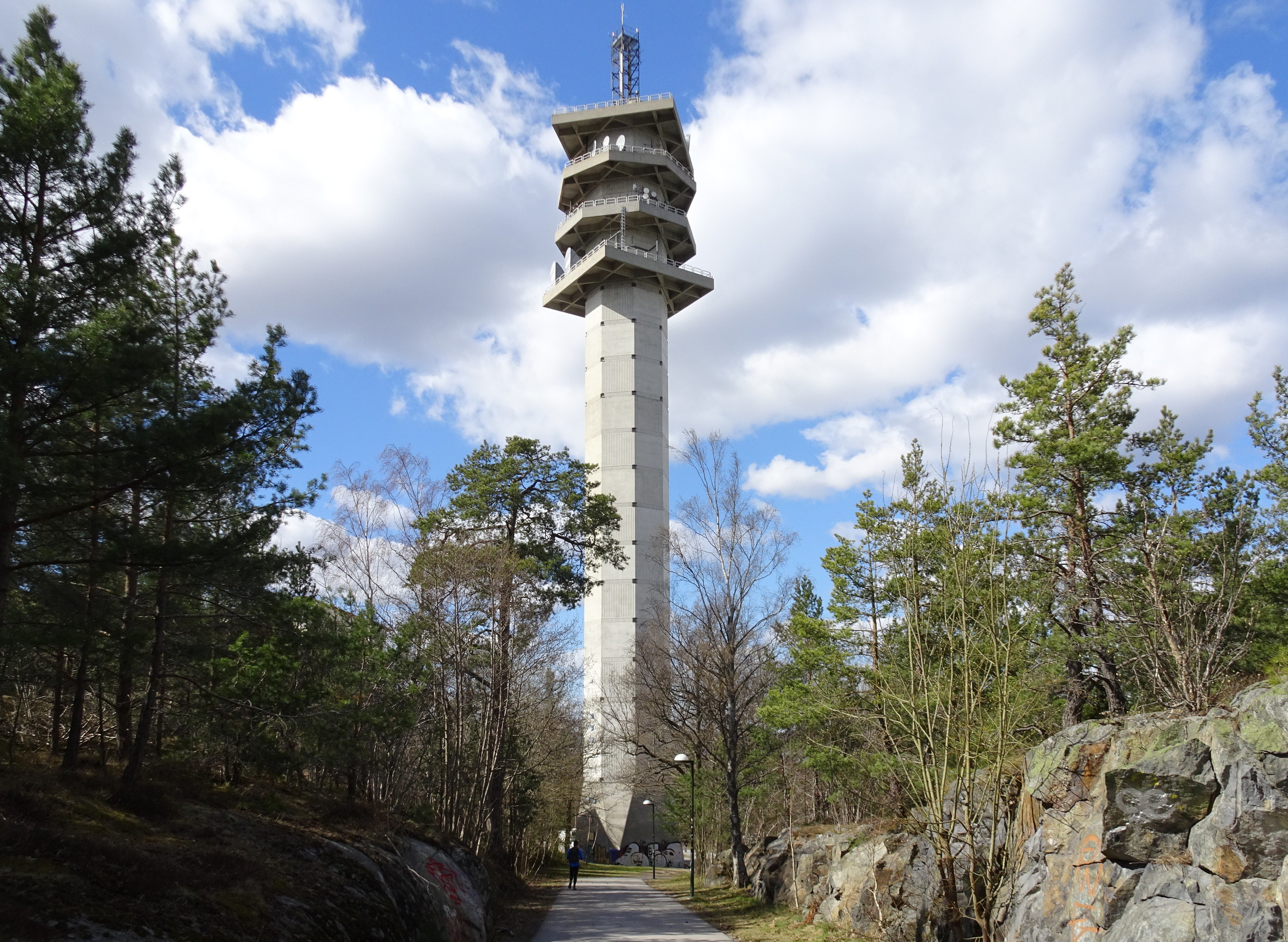
Hammarbytornet från Hammarbyskogen, april 2016.

Hammarbytornet (officiellt Hammarby radiolänktorn) är ett länktorn för telekommunikation, beläget vid Kalmgatan 37A i stadsdelen Hammarbyhöjden i Söderort inom Stockholms kommun. Tornet ritades av Bengt Lindroos arkitektkontor och stod färdigt 1986. Byggnaden är grönmärkt i Stadsmuseets kulturhistoriska klassificering av Stockholms bebyggelse. Det innebär att byggnaden är särskilt värdefull från historisk, kulturhistorisk, miljömässig eller konstnärlig synpunkt. Till byggnaden hör även Hammarby riksstation, som ligger under mark och är delvis sekretessbelagd. Anläggningen ägs och drivs idag av Telia. Byggnaden är grönmärkt av Stadsmuseet i Stockholm som innebär "särskilt värdefull från historisk, kulturhistorisk, miljömässig eller konstnärlig synpunkt".

## Hammarby radiolänktorn

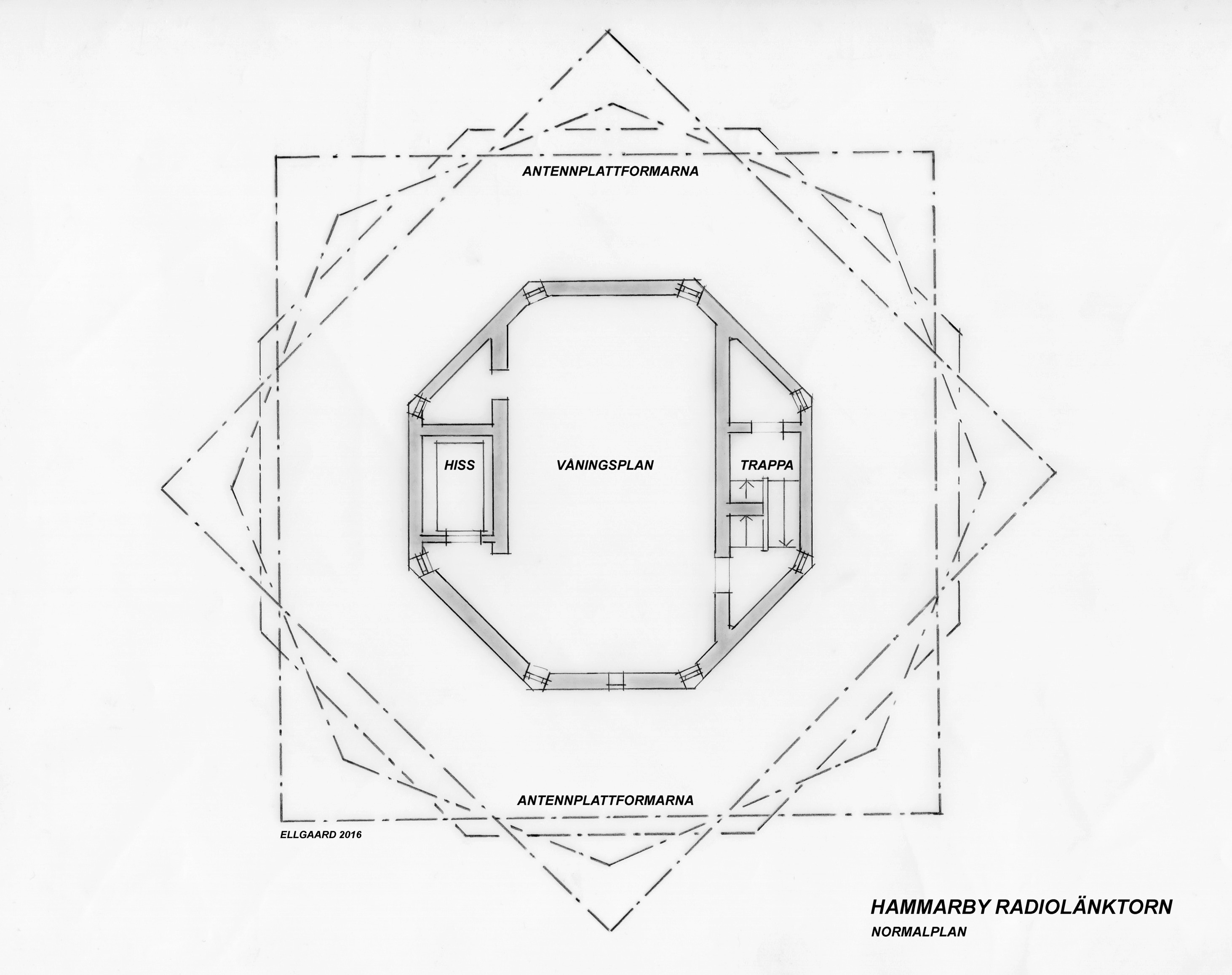
Planritning för en våning utan inredning.

Efter en arkitekttävling med åtta inbjudna arkitektkontor gick uppdraget att rita tornet till Bengt Lindroos arkitektkontor. Lindroos ritade 1967  det 155 meter höga Kaknästornet och var därför väl insatt i uppgiften. Hammarbytornet uppfördes åren 1983 till 1986 på uppdrag av dåvarande Byggnadsstyrelsen för dåvarande Televerket. Byggnadskonstruktören var Kjellgren & Mellin och entreprenören var Johnson Construction Company (JCC). Tornet är 90 meter högt från markplanet, exklusive en antennmast i stålfackverk. Marken ligger här på ungefär 30 meter över stadens nollplan, vilket innebär att totalhöjden är cirka 120 meter över stadens nollplan. 
Hammarbytornet uppfördes, liksom Kaknästornet, i glidformsteknik med undantag för tornbasen och antennplattformarna, som är platsgjutna. De senare hissades upp när tornet var klart. Tornet står direkt på berget (utan inspänning) på en två meter tjock grundplatta om 13,6 x 13,6 meter. På sockeln och på tornets nedre del finns stålluckor målade i röd, blå och gul kulör. De fungerar som splitterskydd för ventilationsöppningarna vid bombangrepp. Betongåtgången blev 6 100 m³ och 420 ton armeringsstål förbrukades.

### Arkitektur
Genomgående formgivningstema är kvadraten och oktogonen. Sockeln har en kvadratisk planform och utgörs av mönstergjuten betong med horisontella linjer. I varje hörn ligger en blankpolerad natursten av röd granit. Cirka tio meter över marken övergår sockeln i tornets åttkantiga tvärsnitt. Tornkroppens fasader är omväxlande mönstrade med vertikala linjer respektive helt släta och bildar kvadratiska fält på 4 x 4 meter. Mellan varje fält i höjdled finns en smal, punktmönstrad rand med små kvadratiska fönsteröppningar i varje hörn som markerar våningsplanen. 
Tornet är normalt obemannat och inte tillgängligt för allmänheten.

### Hammarby riksstation
Ej längre i drift då koppartelefoni är under avveckling.

## Bilder

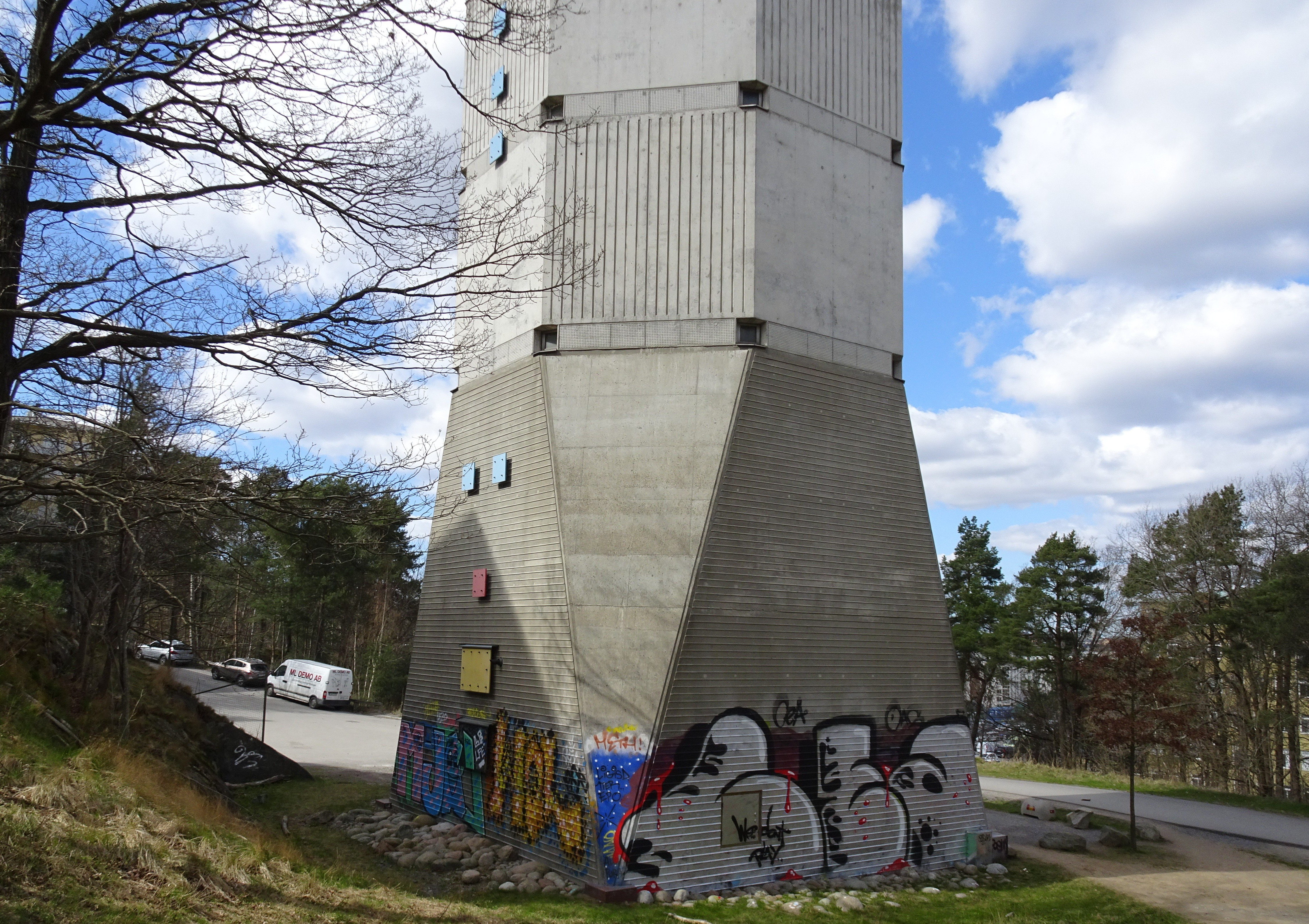
Sockeln
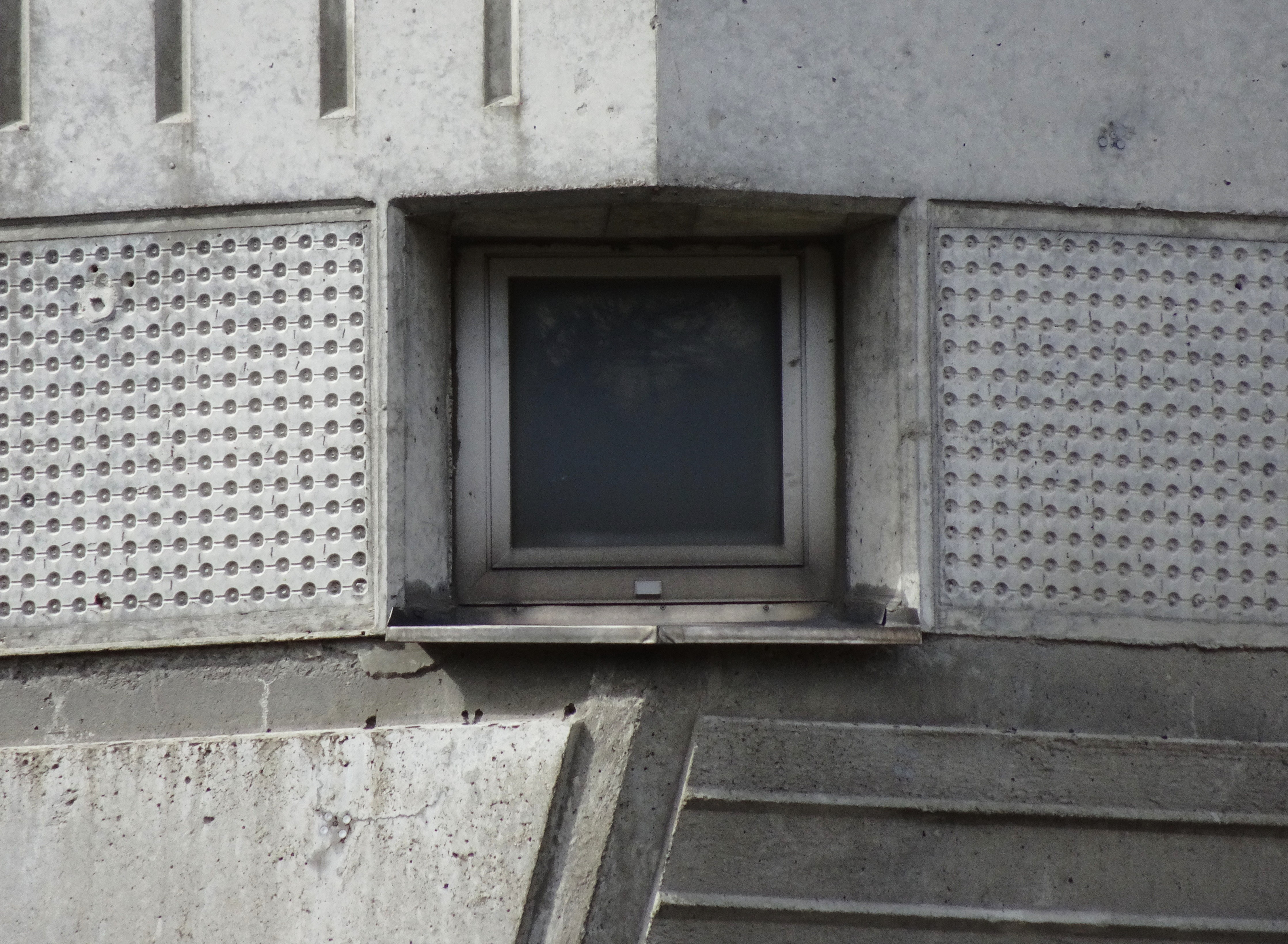
Fönster
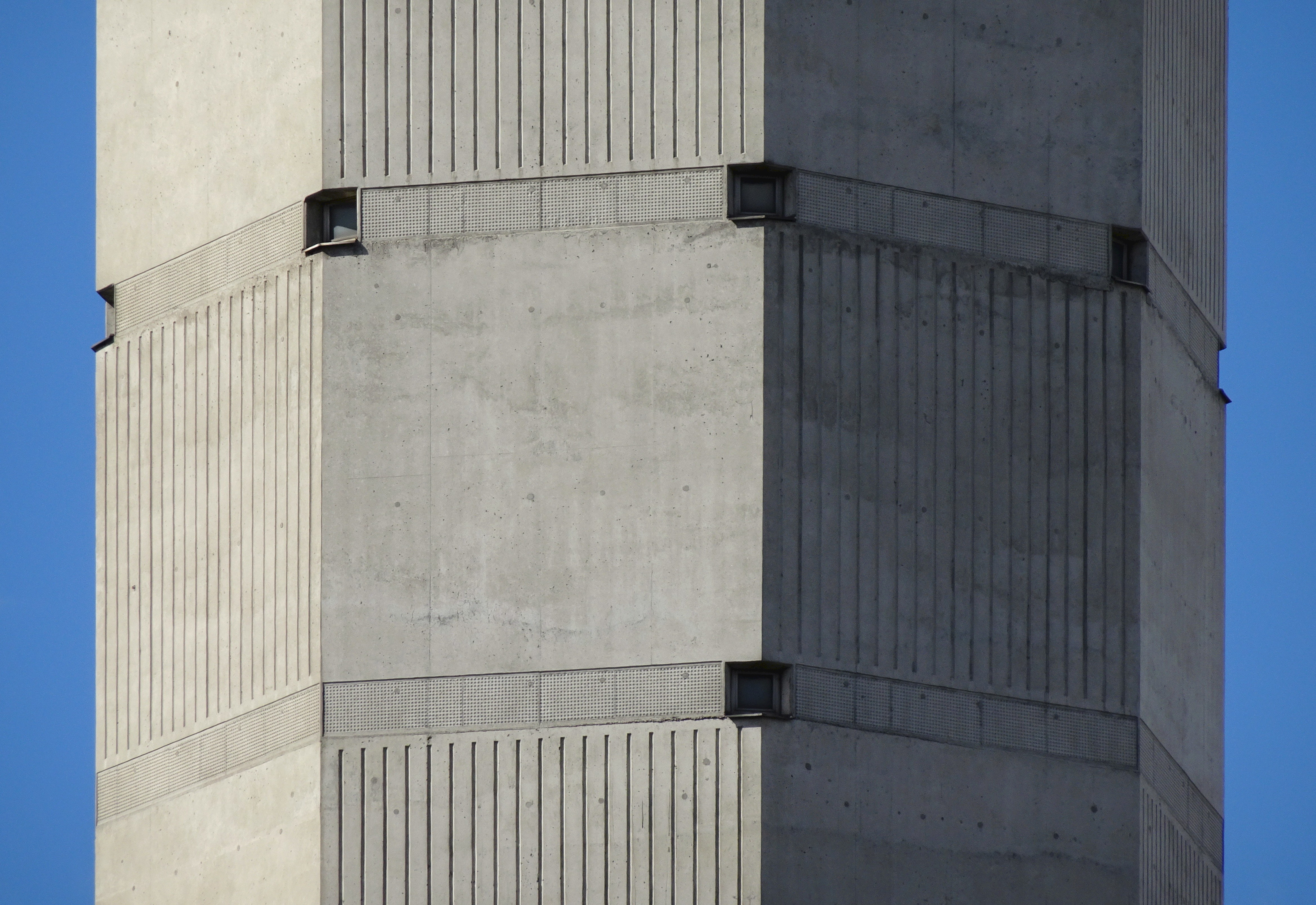
Fasadmönstret
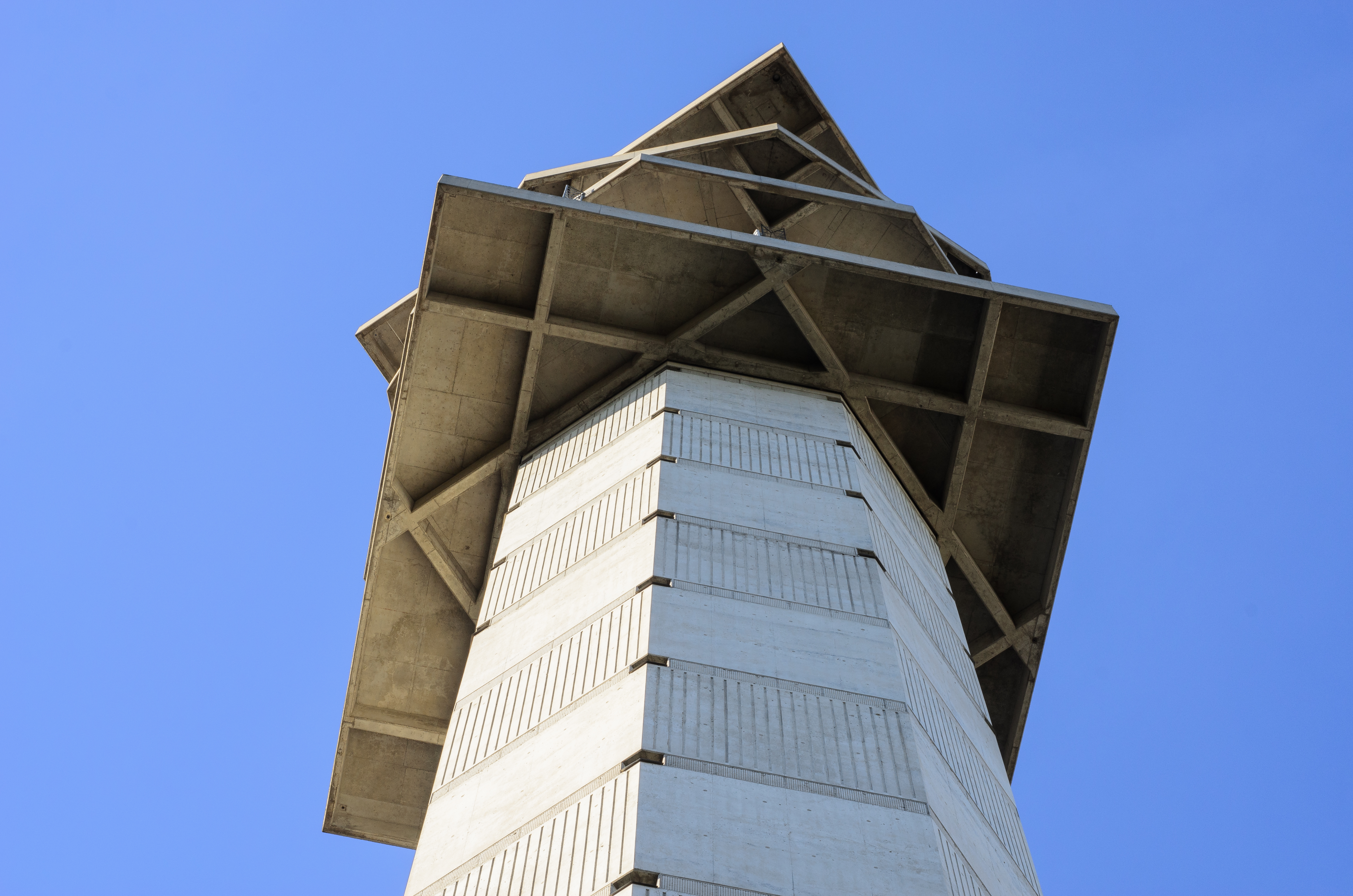
Antennplattformar
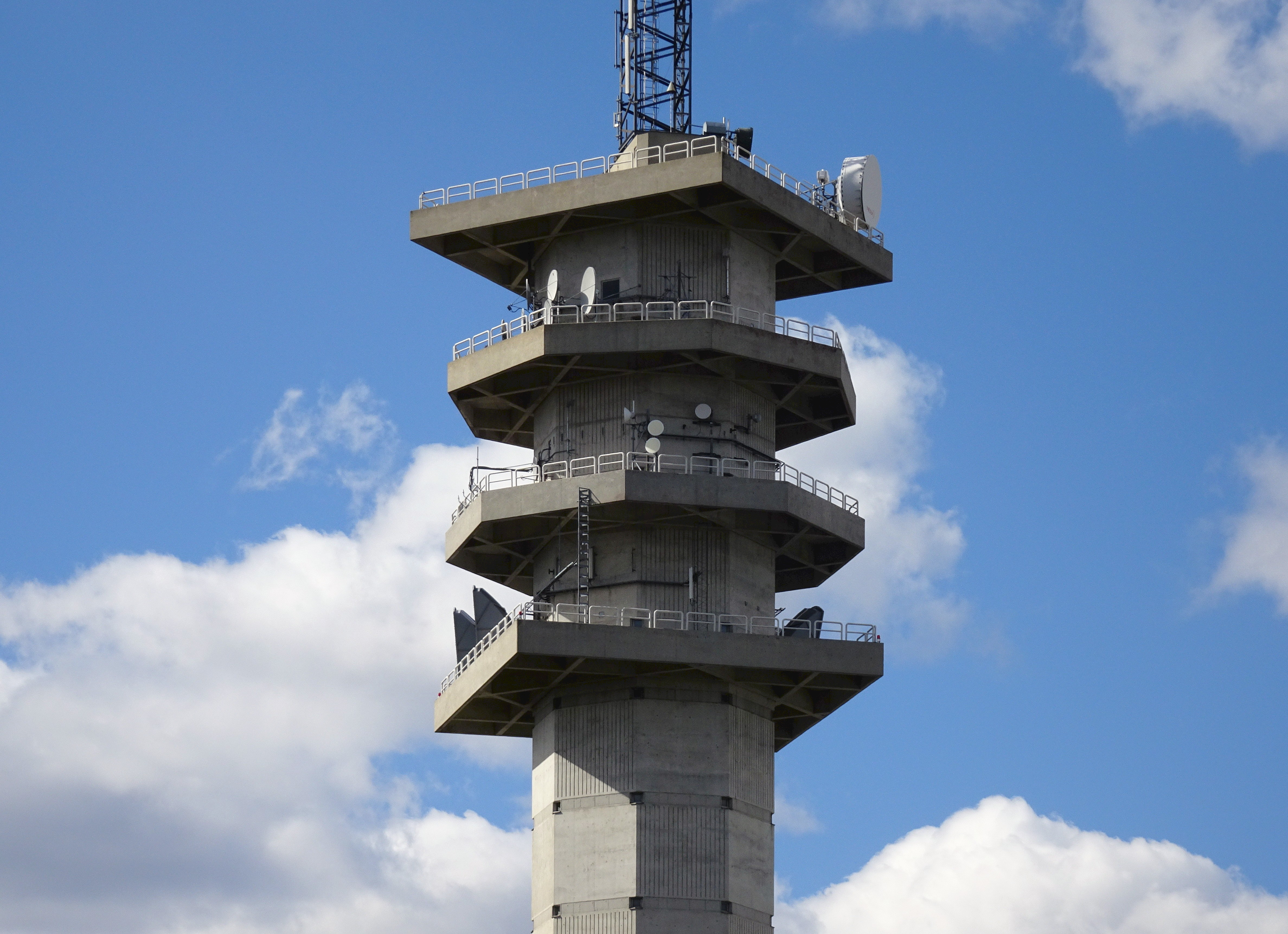
Antennplattformar